# Paul Ackerley
Paul Douglas Ackerley (ur. 16 maja 1949 w Christchurch, Canterbury, zm. 3 maja 2011 w Wellington) – nowozelandzki hokeista na trawie, mistrz olimpijski, trener.
Był wieloletnim zawodnikiem University of Canterbury Hockey Club. W latach 1974–1977 wystąpił w 25 spotkaniach reprezentacji narodowej, w tym na igrzyskach olimpijskich w Montrealu (1976), na których Nowa Zelandia pod wodzą trenera Rossa Gillespie niespodziewanie sięgnęła po tytuł mistrzowski po finale z Australią. Ackerley był również w przewidywanym składzie na kolejne igrzyska w Moskwie, zostały one jednak zbojkotowane przez większość państw zachodnich.
Z zawodu nauczyciel, pracował w sektorze sportowym Ministerstwa Edukacji, potem w instytucji Sport and Recreation New Zealand w Wellington. Jako trener hokeja szczególnie zaangażował się w pracę z kobietami, przez sześć lat prowadząc żeńską reprezentację Nowej Zelandii, m.in. na Pucharze Świata w 1998 i w tymże roku na Igrzyskach Wspólnoty Brytyjskiej w Kuala Lumpur. Z tej ostatniej imprezy jego zespół przywiózł brązowy medal.
W 1990, jako członek mistrzowskiej ekipy z 1976, został wprowadzony do Hall of Fame sportu nowozelandzkiego. Zmarł 3 maja 2011 w Wellington po krótkiej chorobie.